# Dolor sense llàgrimes
Dolor sense llàgrimes és una pintura sobre tela feta per Antoni Coll i Pi el 1899 i conservada a la Biblioteca Museu Víctor Balaguer, amb el número de registre 733 d'ençà que va ingressar el març de 1901, provinent la col·lecció privada de l'autor de l'obra.

## Descripció
Representa una escena de dol per la mort d'un infant. Apareix una dona amb el rostre frontal i els cabells recollits, mirant a l'espectador sense plorar, amb una mà s'aguanta el pòmul i el mentó, amb l'altra s'aferra al coixí on descansa el cap de l'infant. Davant de la dona i en primer terme està estirat el cos de l'infant, es veu la meitat del cos, vestit de blanc, amb gorret blanc i un vel que cobreix tot el cos, al voltant del cos hi ha unes flors violetes i grogues. La dona porta un xal/mocador de color marró sobre les espatlles i el vestit és blau de màniga llarga. El fons és neutre de color gris-blau, l'entrada de llum es produeix per la dreta.